# Реальпе, Леонардо
Леандро Хавьер Реальпе Монтаньо (исп. Leonardo Javier Realpe Montaño; род. 26 февраля 2001, Роса-Сарате, Эсмеральдас) — эквадорский футболист, защитник клуба «Фамаликан» и сборной Эквадора. 

## Клубная карьера
Реальпе — воспитанник клуба «Индепендьенте дель Валье». 21 марта 2019 года в поединке Южноамериканского кубка против аргентинского «Унион Санта-Фе» Леандро дебютировал за основной состав. 14 июля в матче против «Текнико Университарио» он дебютировал в эквадорской Примере. В своём дебютном сезоне игрок помог клубу завоевать Южноамериканский кубок. В начале 2020 года Реальпе перешёл в бразильский «Ред Булл Брагантино». 8 февраля в поединке Лиги Паулиста против «Мирасола» Леандро дебютировал за основной состав. 30 августа в матче против «Форталезы» он дебютировал в бразильской Серии A. 26 марта 2022 года в поединке против «Палмейрас» Леандро забил свой первый гол за «Ред Булл Брагантино». 
В 2024 году Реальпе на правах аренды перешёл в португальский «Фамаликан». 17 февраля в матче против «Жил Висенте» он дебютировал в Сангриш лиге. 

## Международная карьера
21 июня 2023 года в товарищеском матче против сборной Коста-Рики Реальпе дебютировал за сборную Эквадора.

## Достижения
Клубные
 «Индепендьенте дель Валье»
- Обладатель Южноамериканского кубка — 2019